# Tasogare Otome × Amnesia
Tasogare Otome × Amnesia (黄昏乙女×アムネジア Tasogare Otome × Amunejia?, lit. 'La amnesia de la Dama del ocaso') es una serie de manga escrita e ilustrada por Maybe. Fue serializada en la revista Monthly Gangan Joker de la editorial japonesa Square Enix desde el 22 de abril de 2009. Una adaptación a serie de anime producida por Silver Link se transmitió entre abril y junio de 2012. El anime fue licenciado por Sentai Filmworks para la emisión en Estados Unidos.

## Argumento
La historia gira en torno a un estudiante de primer año de la escuela media llamado Teiichi Niiya y de los acontecimientos sobrenaturales que envuelven a la academia privada Seikyou, construida sesenta años atrás en la cima de una colina y a la cual se le atribuyen innumerables historias sobrenaturales. Un día, mientras Teiichi recorre el viejo edificio de la academia, se pierde en este y llega al antiguo cuarto del club de investigación paranormal. Allí, conoce a una chica hermosa llamada Yuko Kanoe, quien le revela que en realidad es un fantasma sin recuerdos de su vida antes de morir, ni de las circunstancias del fallecimiento. Teiichi entonces decide reabrir el club de investigación paranormal e investigar los acontecimientos de la muerte de Yuko para que pueda recobrar la memoria y así descansar en paz, mirando a través de los siete misterios de la escuela que giran en torno a Yuko. A lo largo de la historia, Teiichi y Yuuko descubren la verdad detrás de cada una de estas supuestas historias de fantasmas, mientras revelan poco a poco el pasado que envuelve a Yuko.

## Personajes
Teiichi Niiya (新谷 貞一 Niiya Teiichi?)
Seiyū: Tsubasa Yonaga
Es el protagonista masculino principal de la historia. En el manga tiene doce años, pero en el anime la edad y la contextura física aumentan. Suele ser amable, considerado y amistoso. Luego de conocer a Yuko decide unirse al club de investigación paranormal, con el fin de obtener más información sobre la muerte de Yuko y del pasado de esta. A medida que la historia avanza, desarrolla fuertes sentimientos románticos hacia Yuuko.
Yūko Kanoe (庚 夕子 Kanoe Yūko?)
Seiyū: Yumi Hara
Es la protagonista femenina principal de la historia. Es una fantasma de 75 años alegre y traviesa, gustándole engañar a la gente mediante bromas pesadas y abusando de su condición de fantasma. Sin embargo, su personalidad se torna diferente cuando una chica intenta acercarse a Teiichi, llegando a ponerse muy celosa por ello. Yuko es conocida en la Academia como "Yuko-san"  el fantasma infame de academia Seikyou a partir de las diversas historias de fantasmas a la cual se ve relacionada directa o indirectamente.
Momoe Okonogi (小此木 ももえ Okonogi Momoe?)
Seiyū: Misato Fukuen
Es una de las integrantes del club de investigación paranormal, al que se une al club luego de ser aparentemente salvada por Teiichi de la leyenda del demonio subterráneo (que fue fabricado por Yuko), razón por la cual dice estar en deuda con él. Suele buscar y recopilar constantemente historias de fantasmas relacionadas con la academia, para ayudar al club. Momoe es la única de los miembros que no puede ver a Yuko pese a que posteriormente conoce de su existencia. Suele mostrar profunda admiración por Teiichi, aunque en realidad sus sentimientos son mucho más profundos.
Kirie Kanoe (庚 霧江 Kanoe Kirie?)
Seiyū: Eri Kitamura
Es una de las integrantes del club de investigación paranormal. Suele ser fría y seria casi todo el tiempo. Al igual que Teiichi puede ver a Yuko e interactuar con ella y, a pesar de esto, en realidad le tiene miedo a los fantasmas. Kirie creía originalmente que Yuko era un espíritu maligno, hasta que descubre que en verdad no es así. Más tarde en la historia se revela que Kirie es en realidad la sobrina nieta de Yuko, a tal punto que su apariencia se asemeja mucho a la de Yuko, aunque con el pelo más corto y con menos senos. Conforme avanza la historia desarrolla sentimientos románticos hacia Teiichi.

## Contenido

### Manga
El manga comenzó la serialización en Monthly Gangan Joker el 22 de abril de 2009 y terminó el 22 de junio de 2012, con la edición de julio de la revista. Se compiló en diez volúmenes entre el 22 de agosto de 2009 y el 22 de noviembre de 2013. Adicionalmente, un volumen 8.5 y una antología por varios autores se publicaron el 22 de noviembre de 2012.

#### Lista de volúmenes
| Núm.      | Fecha de publciación    | ISBN                   |
| --------- | ----------------------- | ---------------------- |
| 1         | 22 de agosto de 2009    | ISBN 978-4-7575-2655-6 |
| 2         | 22 de enero de 2010     | ISBN 978-4-7575-2779-9 |
| 3         | 22 de julio de 2010     | ISBN 978-4-7575-2939-7 |
| 4         | 22 de enero de 2011     | ISBN 978-4-7575-3128-4 |
| 5         | 22 de julio de 2011     | ISBN 978-4-7575-3293-9 |
| 6         | 22 de marzo de 2012     | ISBN 978-4-7575-3530-5 |
| 7         | 21 de abril de 2012     | ISBN 978-4-7575-3569-5 |
| 8         | 22 de noviembre de 2012 | ISBN 978-4-7575-3792-7 |
| 8.5       | 22 de noviembre de 2012 | ISBN 978-4-7575-3721-7 |
| Antología | 22 de noviembre de 2012 | ISBN 978-4-7575-3793-4 |
| 9         | 22 de junio de 2013     | ISBN 978-4-7575-3989-1 |
| 10        | 22 de noviembre de 2013 | ISBN 978-4-7575-4091-0 |

### Anime
Una adaptación a anime por Silver Link fue anunciada en la edición de enero de Monthly Gangan Joker, y se emitió entre abril y junio de 2012, con doce episodios y una OVA incluida en el sexto volumen Blu-ray/DVD. El opening es «Choir Jail», interpretado por Konomi Suzuki, mientras que el ending es «Karandorie» (カランドリエ), interpretado por Aki Okui y con una versión especial interpretada por Yumi Hara (Yuko) en el episodio 11. En el episodio 12 la canción de inserte es «Requiem», interpretada por Nao Hiiragi. 

#### Lista de episodios
| Núm.     | Título                                                           | Fecha de emisión        |
| -------- | ---------------------------------------------------------------- | ----------------------- |
| 1        | "Dama fantasma" "Yūrei Otome" (幽霊乙女)                         | 8 de abril de 2012      |
| 2        | "Dama de la oportunidad de encontrarse" "Kaikō Otome" (邂逅乙女) | 15 de abril de 2012     |
| 3        | "Dama del anochecer" "Konkoku Otome" (昏黒乙女)                  | 22 de abril de 2012     |
| 4        | "Dama del amanecer" "Futsugyō Otome" (払暁乙女)                  | 29 de abril de 2012     |
| 5        | "Dama del anhelo" "Shōkei Otome" (憧憬乙女)                      | 6 de mayo de 2012       |
| 6        | "Dama de la venganza" "Fukushū Otome" (復讐乙女)                 | 13 de mayo de 2012      |
| 7        | "Dama mortífera" "Bōkyaku Otome" (忘却乙女)                      | 20 de mayo de 2012      |
| 8        | "Dama de la recolección" "Tsuioku Otome" (追憶乙女)              | 27 de mayo de 2012      |
| 9        | "Dama del odio" "Onnen Otome" (怨念乙女)                         | 3 de junio de 2012      |
| 10       | "Dama de la derrota" "Sōshitsu Otome" (喪失乙女)                 | 10 de junio de 2012     |
| 11       | "Dama de lágrimas agrías" "Kōrui Otome" (紅涙乙女)               | 17 de junio de 2012     |
| 12       | "La dama del ocaso" "Tasogare Otome" (黄昏乙女)                  | 24 de junio de 2012     |
| 13 (OVA) | "Dama del exorcismo" "Taima Otome" (退魔乙女)                    | 28 de noviembre de 2012 |